# Lee Jin
Lee Jin (Hangul: 이진; Hanja: 李眞; nascida em 21 de março de 1980) é uma atriz sul-coreana. É ex-integrante do extinto girl group Fin.K.L. Lee graduou-se pela Universidade Kyonggi.

## Filmografia

### Cinema
- Too fragile to be loved (병든 닭들의 사랑. 가난해도) (2009)

### Dramas
- Nonstop 3 (MBC, 2002-2003)
- Banjun Drama (MBC, 2005)
- MBC Best Theater (베스트극장) "Accident Prone Area" (사고다발지역) (MBC, 2006)
- Her Cerebral Hemorrhage Story (MBC, 2006)
- The King and I (SBS, 2007-2008)
- New Wise Mother, Good Wife (MBC, 2007) participação especial
- KBS 2TV Korean Ghost Stories "전설의 고향" (KBS2, 2008)
- HON (MBC, 2009)
- Jejungwon (SBS, 2010)
- Glory Jane (KBS, 2011)
- The Great Seer (SBS, 2012)
- The Secret of Birth (SBS, 2013)
- Shining Romance (MBC, 2013-2014)

### MC
- SBS Beauty Center (2002-2003)
- KBS Declaration of freedom! Today is Saturday - A good transportation day (2003)
- KBS Show! Power Video (2003-2005)
- Good Sunday - Reverse Drama (2005)
- ETN "Millionaire's Bag" (2008)

### Programas de variedaddes
- X-Man (2005)
- Heroes (2010)

### Vídeo musical
- Daylight - Hair Cut (머리를 자르고)